# Joyce Banda
Joyce Hilda Banda (født 12. april 1950 i Zomba, Malawi) er en malawisk politiker, der var Malawis præsident fra 7. april 2012 til 31. maj 2014. Hun er grundlægger og leder af partiet People's Party, der blev dannet i 2011.
Banda var tidligere udenrigsminister fra 2006 til 2009 og vicepræsident fra maj 2009 til april 2012.
Banda overtog posten som præsident efter den tidligere præsident Bingu wa Mutharikas pludselige død. Hun er landets fjerde præsident, og dets første kvindelige. Inden hun blev præsident, var hun også den første kvindelige vicepræsident.